# Windsor Davies
Windsor Davies (Canning Town, 1930. augusztus 28. – Toulouse, 2019. január 17.) walesi színész.

## Fontosabb filmjei
- The Pot Carriers (1962)
- Mrs. McGinthy halott (Murder Most Foul) (1964)
- Az ábécé gyilkosságok (The Alphabet Murders) (1965)
- Családi ügy (The Family Way) (1966)
- Ég veled, drágám! (Drop Dead Darling) (1966)
- Hammerhead (1968)
- Frankensteint el kell pusztítani (Frankenstein Must Be Destroyed) (1969)
- Clinic Exclusive (1971)
- Végtelen éjszaka (Endless Night) (1972)
- Két Balláb az ezredben - avagy hogyan járultam hozzá Hitler bukásához (Adolf Hitler: My Part in His Downfall) (1973)
- Puha ágyak, kemény csaták (Soft Beds, Hard Battles) (1974)
- Ritkaságok boltja (The Old Curiosity Shop) (1975)
- Folytassa az ásatást! (Carry On Behind) (1975)
- Confessions of a Driving Instructor (1976)
- Folytassa Angliában! (Carry On England) (1976)
- Not Now, Comrade (1976)
- The Playbirds (1978)
- Grand Slam (1978, tv-film)
- Gabrielle and the Doodleman (1984)
- Rupert and the Frog Song (1985, rövidfilm, hang)
- Old Scores (1991)
- Téli mese (The Wind in the Willows) (1996, hang)